# 尹伶瑛
尹令瑛（Yin Ling- ying，1957年—），原名 尹伶瑛，是中華民國政治人物，臺灣外省人第二代，原籍湖南省。尹出生於臺灣花蓮縣，自國立中正大學社會福利研究所取得碩士學位，凱達格蘭學校第一期「女性公共事務領導班」結業，前任臺灣團結聯盟籍立法委員；並曾任雲林縣議員、「雲林縣阿扁之友會」副總會長、「水噹噹婦女聯盟」斗六店館長、雲林縣林內鄉湖本村村長、「雲林縣社區希望聯盟」理事、「雲林縣歷史建築協會」理事、「雲林縣生命線協會」理事長等職。2012年立法委員選舉，尹名列民主進步黨全國不分區立委提名名單，惟並未當選。

## 簡歷
尹伶瑛曾任雲林縣議員，積極參與生態與環保議題。尹曾在雲林縣議員任內揭發林內鄉焚化爐弊案。而由林內鄉湖本村村長任內，直到擔任立法委員，大力呼籲搶救當地的珍貴稀有保育類動物八色鳥，爭取將雲林國有林班地劃設公告為「重要棲息環境」，反對開放進口中國大陸砂石，打響知名度，被稱為「鳥仔瑛」。
2004年立法委員選舉中，尹代表台聯當選雲林縣立委。但在2007年，台聯黨內有人質疑百萬人民倒扁運動紅衫軍涉入黨務、台聯背離原本理想，而遭開除黨籍；為了聲援遭開除黨籍的廖本煙及黃宗源，尹質疑台聯黨中央引進紅衫軍以及未按黨綱處理開除黨籍案，與台北市立委黃適卓共同聲援。之後，尹與台聯雲林縣黨部主委等一百零一位雲林黨員公開宣布退黨。尹與黃退出台聯之後的一週內，台聯民代陸續退黨，形成台聯創黨以來最大規模的退黨潮。
退出台聯之後，尹變成無黨籍。2007年11月15日上午，民主進步黨立法院黨團總召集人柯建銘、幹事長王拓與書記長王幸男共同迎接廖本煙、黃宗源、尹伶瑛與黃適卓加入黨團；尹在該場記者會中說，她與參選雲林縣第二選舉區立委的民進黨雲林縣議員劉建國有「重覆選區」問題，呼籲劉趕緊在該日中午前簽署由民進黨秘書長卓榮泰傳真送來的民調同意書，以民調決定誰代表泛綠角逐雲林縣第二選區立委；尹還說，只要劉在同意書上簽名，她馬上入黨。2007年11月26日11時，尹夫廖健良及長子廖貫廷至民進黨雲林縣黨部辦理入黨，廖健良入黨申請表填寫的介紹人是當時行政院長張俊雄；並未入黨的尹批評，劉建國不僅不願簽署民調同意書，反而要求她先入黨，意圖害她因「入黨未滿一年」被依黨章取消提名參選資格，「自稱正班綠營的人士把民調當作一場遊戲，難怪黨內初選前後頻頻傳出買票與民調作假傳聞」。
2008年1月2日，尹在雲林縣第二選區公辦政見發表會中演講時，對劉建國說「過去大家都知道你有黑道背景」等語，並手持雲林地方法院判決書稱劉曾在2001年涉及妨害自由、違反《槍砲彈藥刀械管制條例》等案件。2008年1月7日上午，前民進黨立委林國華、林中禮及民進黨雲林縣議會黨團總召集人李建昇主持劉建國競選總部記者會；他們批評，尹連續謾罵民進黨、中傷劉，民進黨和劉一直忍讓，尹卻變本加厲，因此他們決定發起連署要求尹退選；同日，尹支持者在尹競選總部扮演「討債集團」，手持球棒砸毀一部「阿國牌嘛仔台」（阿國牌賭博性大型電玩），諷刺劉是黑道；尹競選總部僱用吊車，拉起「呣通投黑道」（不要投票給黑道）帆布；同日，陳姓農民在尹競選總部指控，2006年，其農田電纜遭竊，竊賊被逮捕，時任雲林縣議員的劉卻關說雲林縣警察局釋放竊賊。劉競選總部強調，一定會控告尹陳二人。
2008年1月8日，雲林縣長蘇治芬與古坑鄉鄉長林慧如召開「不要再傷害所有的台灣媽媽」記者會聲援劉建國，呼籲尹不要為了選舉私利而扭曲了人的基本價值；蘇並說：「如果劉建國是黑道，那我就退出政壇。」尹則召開記者會哭訴，她自從參選以來一再遭打壓，但她絕不屈服、更不會因而退選，劉應承認過去參與黑道所造成之社會負面影響、並向社會道歉以獲得重生，「如果劉建國不是黑道，我尹伶瑛退出政壇。」
2008年1月9日，劉建國拆除尹的「呣通投黑道」帆布，批尹是「加重誹謗連續犯」；同日23時，尹欲再度掛上「呣通投黑道」帆布，劉欲拆除，雙方發生肢體衝突，尹的長子廖貫廷被打到腦震盪，劉的林姓志工被打到眼部出血。劉先稱尹把林打到眼部出血，後在2008年1月10日凌晨率領劉的支持者在現場靜坐抗議尹。2008年1月10日上午，民進黨主席陳水扁在雲林縣斗南鎮德化堂前要求選民集中投票給最有可能勝選的劉，不能「分票」（分散投票）給尹；尹及其支持者在德化堂外拉起「呣通投黑道」帆布，尹本人也向陳高喊「呣通投黑道」，諷刺劉有黑道背景，呼籲陳切勿為黑道助選；尹與廖貫廷至雲林地檢署，按鈴控告劉毆打她們母子，並控告雲林縣選舉委員會總幹事丁彥哲違反《公職人員選舉罷免法》；同日中午，劉競選總部召開記者會，指控尹競選總部的重要幹部有黑道議員、開電玩店的市民代表、自稱「張（榮味）系人馬」的鎮長等，質疑尹收受前雲林縣長張榮味的好處而成為國民黨雲林縣第二選區立委候選人張碩文的打手。 劉至雲林地檢署控告尹。開票結果，尹劉二人皆落選。2009年3月3日，雲林地方法院一審判決，尹被判有期徒刑四個月；劉稱司法還他清白，他不是黑道，所以尹被判有罪。尹不服一審判決，向台南高分院提起上訴。2009年8月11日，台南高分院二審判決，尹無罪；二審裁判書 稱，尹指控劉有黑道背景與涉及妨害自由、違反《槍砲彈藥刀械管制條例》等案件，並非全然無據或憑空捏造。
2011年6月29日，民進黨第14屆中央執行委員會（中執會）第15次會議通過第八屆全國不分區立法委員候選人名單，尹伶瑛名列第31順位，與第10順位的段宜康同為外省籍代表。選舉結果，尹落選。

## 政治

### 2004年立法委員選舉
| 2004年雲林縣選舉區立法委員選舉結果 | 2004年雲林縣選舉區立法委員選舉結果 | 2004年雲林縣選舉區立法委員選舉結果 | 2004年雲林縣選舉區立法委員選舉結果 | 2004年雲林縣選舉區立法委員選舉結果 | 2004年雲林縣選舉區立法委員選舉結果 | 2004年雲林縣選舉區立法委員選舉結果 |
| 應選6席                            | 應選6席                            | 應選6席                            | 應選6席                            | 應選6席                            | 應選6席                            | 應選6席                            |
| 號次                               | 候選人                             | 政黨                               | 得票數                             | 得票率                             | 當選標記                           |                                    |
| ---------------------------------- | ---------------------------------- | ---------------------------------- | ---------------------------------- | ---------------------------------- | ---------------------------------- | ---------------------------------- |
| 1                                  | 陳劍松                             | 親民黨                             | 28,817                             | 8.24%                              |                                    |                                    |
| 2                                  | 高金郎                             | 建國黨                             | 730                                | 0.21%                              |                                    |                                    |
| 3                                  | 陳憲中                             | 民主進步黨                         | 34,226                             | 9.78%                              |                                    |                                    |
| 4                                  | 林國華                             | 民主進步黨                         | 29,034                             | 8.30%                              |                                    |                                    |
| 5                                  | 曾蔡美佐                           | 無黨籍                             | 20,310                             | 5.81%                              |                                    |                                    |
| 6                                  | 許舒博                             | 中國國民黨                         | 39,233                             | 11.21%                             |                                    |                                    |
| 7                                  | 劉調銅                             | 無黨籍                             | 483                                | 0.14%                              |                                    |                                    |
| 8                                  | 張麗善                             | 無黨籍                             | 51,436                             | 14.70%                             |                                    |                                    |
| 9                                  | 廖福本                             | 無黨籍                             | 780                                | 0.22%                              |                                    |                                    |
| 10                                 | 林樹山                             | 民主進步黨                         | 38,313                             | 10.95%                             |                                    |                                    |
| 11                                 | 侯惠仙                             | 中國國民黨                         | 18,021                             | 5.15%                              |                                    |                                    |
| 12                                 | 林明義                             | 無黨團結聯盟                       | 6,256                              | 1.79%                              |                                    |                                    |
| 13                                 | 蔡桓生                             | 無黨籍                             | 658                                | 0.19%                              |                                    |                                    |
| 14                                 | 張碩文                             | 中國國民黨                         | 42,221                             | 12.07%                             |                                    |                                    |
| 15                                 | 鄭東來                             | 無黨籍                             | 5,347                              | 1.53%                              |                                    |                                    |
| 16                                 | 許樹福                             | 無黨籍                             | 457                                | 0.13%                              |                                    |                                    |
| 17                                 | 吳炳輝                             | 無黨籍                             | 487                                | 0.14%                              |                                    |                                    |
| 18                                 | 尹伶瑛                             | 台灣團結聯盟                       | 33,053                             | 9.45%                              |                                    |                                    |

### 2008年第七屆區域立法委員選舉
- 雲林縣第二選區（崙背鄉、二崙鄉、西螺鎮、莿桐鄉、林內鄉、斗六市、大埤鄉、斗南鎮、古坑鄉）

| 號次 | 候選人 | 政黨           | 得票數 | 得票率 | 當選標記 |
| ---- | ------ | -------------- | ------ | ------ | -------- |
| 1    | 尹伶瑛 | 無黨籍         | 17,282 | 10.73% |          |
| 2    | 張碩文 | 中國國民黨     | 79,138 | 49.11% |          |
| 3    | 黃國華 | 大愛憲改       | 499    | 0.31%  |          |
| 4    | 張昆煌 | 大道慈悲濟世黨 | 454    | 0.28%  |          |
| 5    | 廖珪如 | 第三社會黨     | 2,055  | 1.28%  |          |
| 6    | 劉建國 | 民主進步黨     | 61,703 | 38.29% |          |

## 資料來源
1. ↑  敬請連署「反對暴力威脅，支持環保議員尹伶瑛」 的存檔，存档日期2007-09-27.
2. ↑  
從八色鳥看台灣生態保育的困境 的存檔，存档日期2007-09-29.
3. ↑  保育八色鳥 擬公告棲息環境[永久]
4. ↑  魯永明，〈尹伶瑛 鬥志旺盛 背水一戰〉，《聯合報》2007年11月24日C2版。
5. ↑  尹伶瑛競選總部，〈新聞稿：尹伶瑛夫廖健良入民進黨〉，2007年11月26日。
6. ↑  地方中心記者 連線報導，〈雲林泛綠鬩牆 總部宣傳車對嗆〉，《聯合報》2008年1月8日。
7. ↑  鐘武達 雲林報導，〈尹伶瑛、劉建國 隔街互嗆火力猛〉 （页面存档备份，存于），《中國時報》2008年1月8日。
8. ↑  蔡青峰 雲林報導，〈拚立委／「我兒非黑道」劉建國七旬老母助選哭昏〉，《東森新聞報》2008年1月8日。
9. ↑  陳金北 雲林報導，〈拚立委／黑道指控　劉建國槓上尹伶瑛　老母暈倒送醫〉，《東森新聞報》2008年1月9日。
10. ↑  〈雲林兩派 毆人互咬〉[永久]，《蘋果日報 (台灣)》2008年1月11日。
11. ↑  起訴案號：臺灣雲林地方法院檢察署97年度選偵字第216號
12. ↑  起訴案號：臺灣雲林地方法院97年度訴字第1322號
13. ↑  〈尹伶瑛、劉建國黑道爭論將再上演〉，《民眾日報》2009年8月13日。
14. ↑  裁判字號：台灣高等法院台南分院刑事判決98年度上訴字第426號。二審裁判書中，「甲」指尹伶瑛，「戊」指劉建國。

## 外部連結
- 立法院 （页面存档备份，存于）
- 尹伶瑛官方部落格